# Joëlle Mbumi Nkouindjin
Joëlle Sandrine Mbumi Nkouindjin (Yaoundé, 25 maggio 1986) è una lunghista e triplista camerunese, che ha preso parte ai Giochi olimpici di Rio de Janeiro 2016.

## Palmarès
| Anno | Manifestazione                    | Sede           | Evento         | Risultato | Prestazione | Note |
| ---- | --------------------------------- | -------------- | -------------- | --------- | ----------- | ---- |
| 2010 | Africani                          | Nairobi        | Salto in lungo | 5ª        | 6,05 m      |      |
| 2010 | Africani                          | Nairobi        | Salto triplo   | 10ª       | 12,67 m     |      |
| 2011 | Giochi panafricani                | Maputo         | Salto in lungo | 4ª        | 6,35 m      |      |
| 2011 | Giochi panafricani                | Maputo         | Salto triplo   | 5ª        | 13,32 m     |      |
| 2011 | Giochi mondiali militari          | Rio de Janeiro | Salto in lungo | 9ª        | 5,86 m      |      |
| 2011 | Giochi mondiali militari          | Rio de Janeiro | Salto triplo   | 10ª       | 12,55 m     |      |
| 2012 | Africani                          | Porto-Novo     | Salto in lungo | 13ª (q)   | 5,69 m      |      |
| 2012 | Africani                          | Porto-Novo     | Salto triplo   | 11ª       | 12,32 m     |      |
| 2013 | Giochi della Francofonia          | Nizza          | Salto in lungo | 9ª        | 6,02 m      |      |
| 2013 | Giochi della Francofonia          | Nizza          | Salto triplo   | Bronzo    | 13,44 m     |      |
| 2014 | Giochi del Commonwealth           | Glasgow        | Salto in lungo | 11ª       | 6,18 m      |      |
| 2014 | Giochi del Commonwealth           | Glasgow        | Salto triplo   | 7ª        | 13,48 m     |      |
| 2014 | Africani                          | Marrakech      | Salto in lungo | Bronzo    | 6,25 m      |      |
| 2014 | Africani                          | Marrakech      | Salto triplo   | Oro       | 14,02 m     |      |
| 2015 | Mondiali                          | Pechino        | Salto triplo   | 26ª (q)   | 13,06 m     |      |
| 2015 | Giochi panafricani                | Brazzaville    | Salto in lungo | Oro       | 6,31 m      |      |
| 2015 | Giochi panafricani                | Brazzaville    | Salto triplo   | Oro       | 13,75 m     |      |
| 2016 | Africani                          | Durban         | Salto in lungo | Argento   | 6,39 m      |      |
| 2016 | Africani                          | Durban         | Salto triplo   | Argento   | 13,37 m     |      |
| 2016 | Giochi olimpici                   | Rio de Janeiro | Salto triplo   | 36ª (q)   | 13,11 m     |      |
| 2017 | Giochi della solidarietà islamica | Baku           | Salto in lungo | 6ª        | 5,88 m      |      |
| 2017 | Giochi della solidarietà islamica | Baku           | Salto triplo   | Argento   | 12,84 m     |      |
| 2017 | Giochi della Francofonia          | Abidjan        | Salto in lungo | Argento   | 6,34 m      |      |
| 2017 | Giochi della Francofonia          | Abidjan        | Salto triplo   | Argento   | 13,58 m     |      |
| 2018 | Giochi del Commonwealth           | Gold Coast     | Salto in lungo | 15ª (q)   | 6,02 m      |      |
| 2018 | Giochi del Commonwealth           | Gold Coast     | Salto triplo   | 7ª        | 13,45 m     |      |
| 2019 | Giochi panafricani                | Rabat          | Salto in lungo | 8ª        | 6,03 m      |      |
| 2019 | Giochi panafricani                | Rabat          | Salto triplo   | 8ª        | 12,72 m     |      |